# San Silvestro (Pisa)
De kerk van San Silvestro is een kerk op de piazza San Silvestro in Pisa, die was toegewijd aan de heilige Sylvester. De kerk is gedeconsacreerd sedert het begin van de 19e eeuw.

## Geschiedenis
De kerk en het bijhorende klooster werden gebouwd voor 1118 en dat jaar werd ze tijdens een plechtige ceremonie waaraan de oprichters en paus Gelasius II deelnamen, door de Pisaanse aartsbisschop Pietro Moriconi aan de benedictijnse monniken van Montecassino geschonken die er bleven tot in 1270. In 1331 kwam het complex in het bezit van de dominicanessen van het klooster Santa Croce in Fossabanda, die de eerste renovaties doorvoerden. In 1782 werd het klooster  omgebouwd tot een conservatorium voor de dochters van Pisaanse edellieden door de Toscaanse groothertog Leopold I. en in het begin van de 19e eeuw werd ze overgedragen aan de Orde van Sint-Franciscus van Sales. Daarna kwam ze in het bezit van het Ministerie van Binnenlandse Zaken dat het gebruikte als gevangenis, later voor studentenverblijven en als een werkplaats voor het restaureren van fresco's.

## Beschrijving

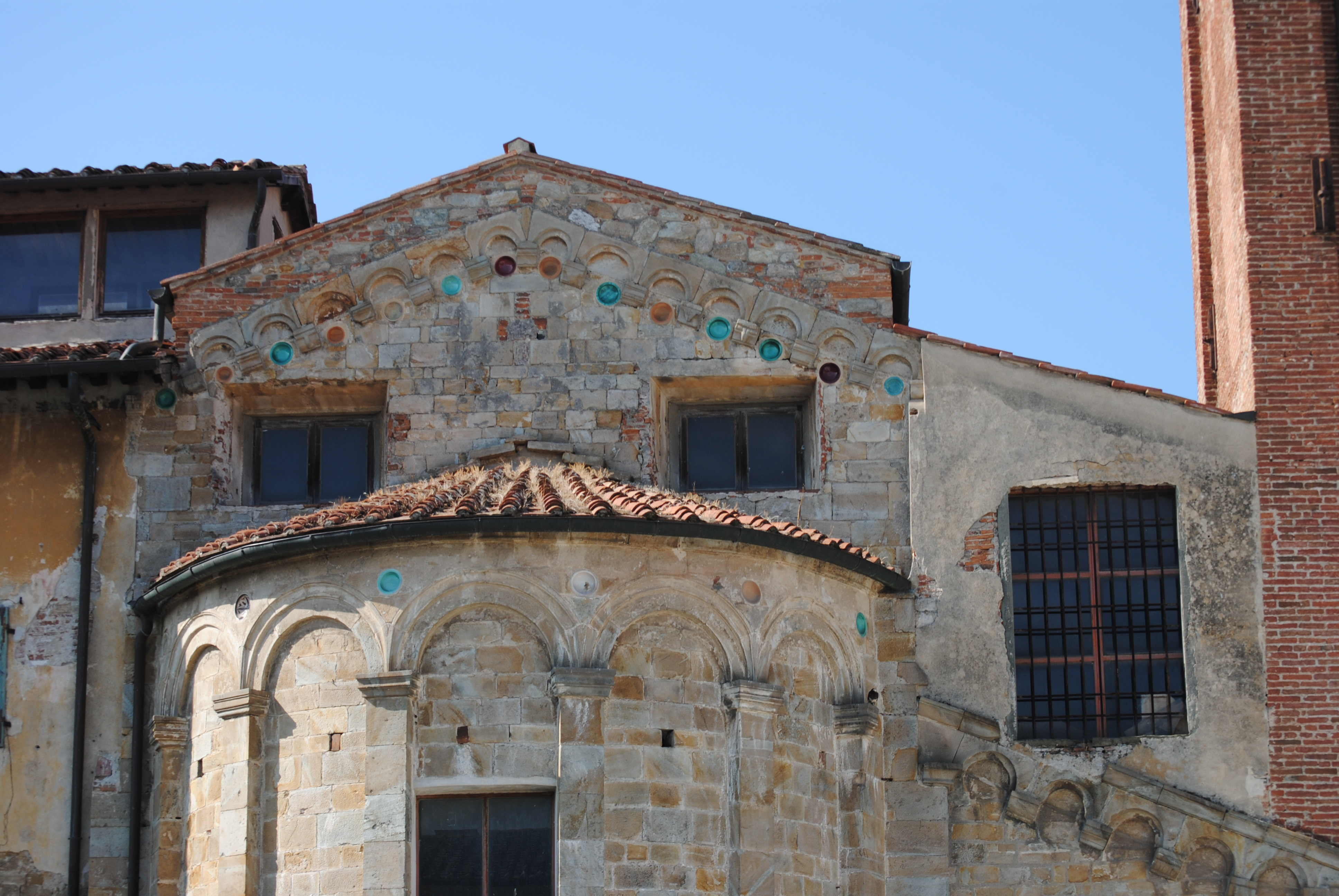
Apsis van de San Silvestro a Pisa

De kerk heeft drie beuken gescheiden door zuilen waarvan de kapitelen versierd zijn met vegetale motieven. Aan de oostzijde is er een apsis die grotendeels verbouwd werd tijdens de renovaties die sedert de 14e eeuw plaatsvonden. Het gebeeldhouwde en vergulde plafond is uit de 17e eeuw. Er zijn negen schilderijen van Aurelio Lomi in verwerkt. In het midden zien we de verrijzenis van Christus met daar rond afbeeldingen van de vier evangelisten. Verder is er een afbeelding van de heilige Catharina met keizer Maxentius, de kroning van keizer Constantijn door paus Sylvester, een schilderij met de heilige Dominicus en Petrus en Paulus en een aanbidding der koningen'.
De gevel werd tussen 1770 en 1772 herbouwd in barokstijl door Giuseppe Vaccà naar een ontwerp van Anton Francesco Quarantotti. Ze verwijderden de gebeeldhouwde architraaf uit de 12e eeuw met beelden uit het leven van de paus Sylvester I en Constantijn de Grote. De architraaf wordt nu bewaard in het Museo nazionale di San Matteo samen met tal van andere middeleeuwse en moderne werken uit de kerk. Hierbij is een altaarstuk van de heilige Catharina dat volgens de legende in 1235 werd gevonden, drijvend op de Arno en door de prior van San Silvestro werd gered uit het water.

De beelden op de gevelhoeken van de heilige Sylvester en de heilige Domenicus zijn van  Giovanni Antonio Cybei.
De kerk is voorzien van een vierkante bakstenen klokkentoren aan de linkerzijde.

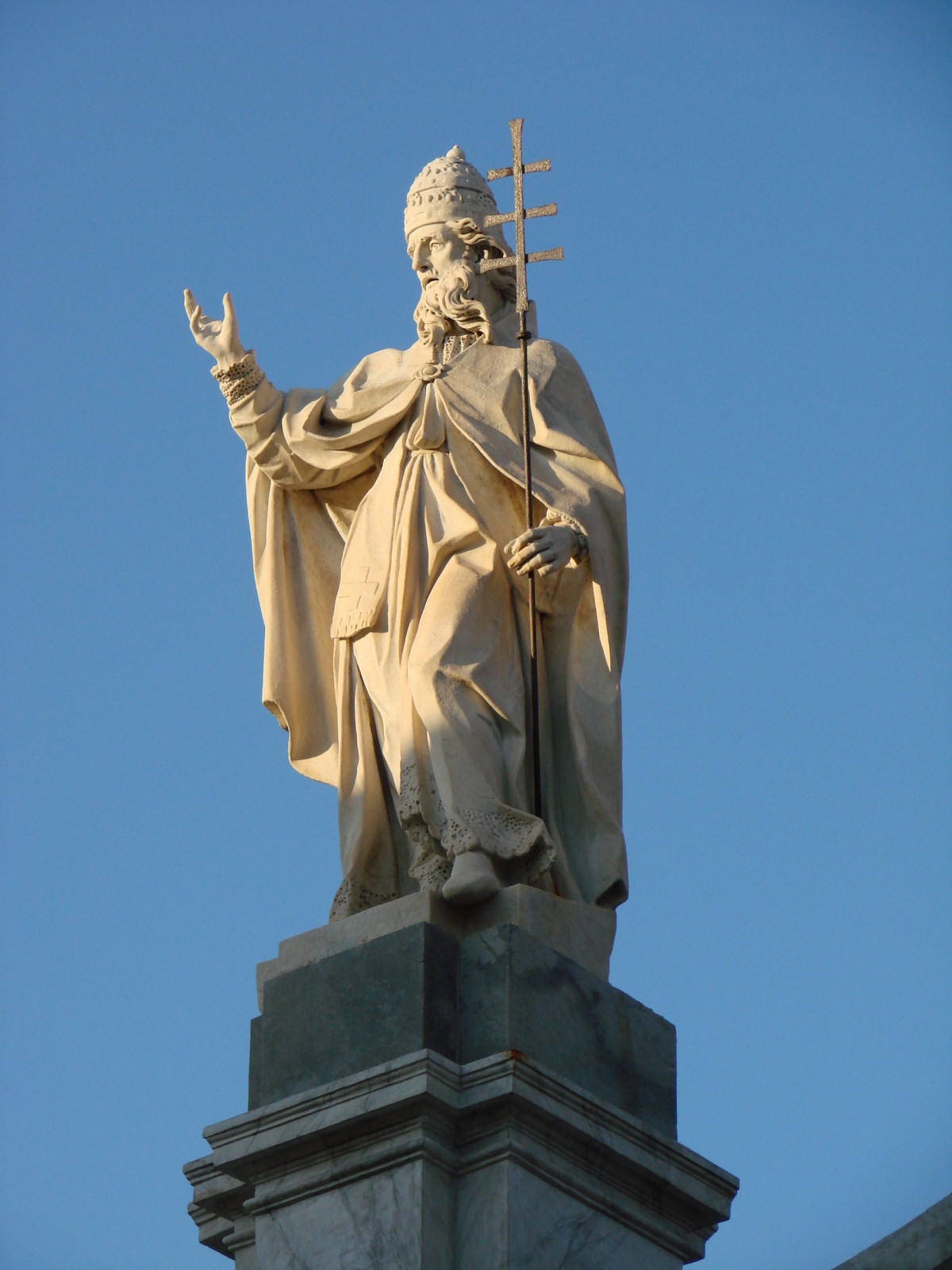
De heilige Sylvester
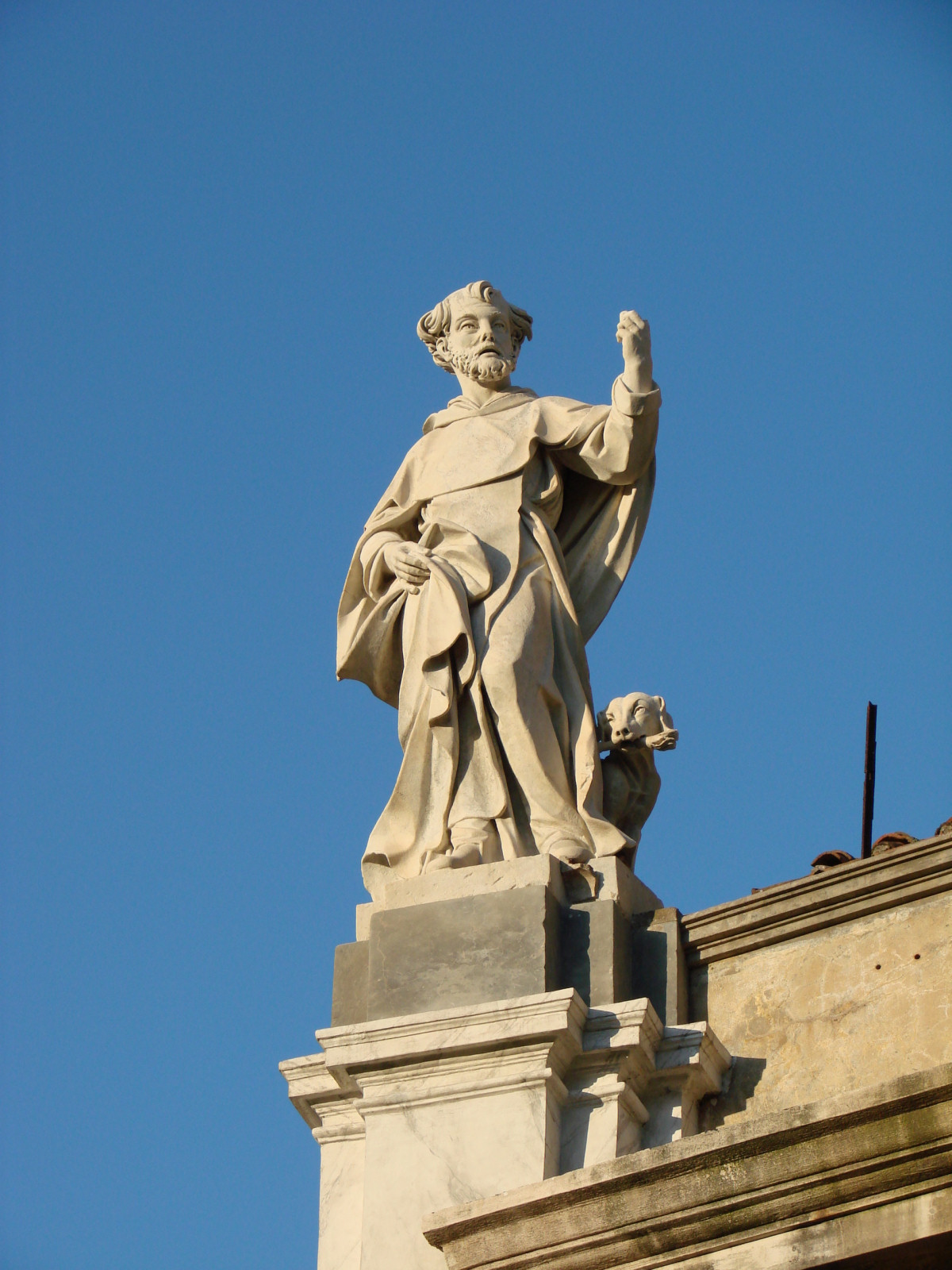
De heilige Dominicus

## Roofkunst
Tijdens de Franse bezetting tussen 1799 en 1814, werden talrijke kunstwerken uit Pisa door de Napoleonistische troepen geroofd. Een ervan was een Madonna met Kind en engelen van Turino Vanni uit de San Silvestro. Het werk bevindt zich nog steeds in Frankrijk.